# Камп, Аксель
А́ксель Камп (швед. Axel Kamp; 1 апреля 1921, Недре-Уллеруд — не позднее 26 июня 2019, Экерё) — шведский кёрлингист.
В составе мужской сборной Швеции участник чемпионата мира 1975 (заняли четвёртое место). Чемпион Швеции среди мужчин, среди смешанных команд, трёхкратный чемпион Швеции среди ветеранов.
Играл на позициях первого и третьего. На чемпионате мира 1975 был скипом команды, играя на позиции первого, что для тех времён было редкостью.
В 1968 введён в Зал славы шведского кёрлинга (швед. Stora Curlare).
На сайте Ассоциации кёрлинга Швеции указано, что он был тренером мужской сборной Швеции на чемпионатах мира в 1977, 1980, 1983, 1985, 1986, 1993, 1995, но это не отражено в его профиле на сайте Всемирной федерации кёрлинга.
С 1982 до 1990 был президентом Ассоциации кёрлинга Швеции.

## Достижения
- Чемпионат Швеции по кёрлингу среди мужчин: золото (1975).
- Чемпионат Швеции по кёрлингу среди смешанных команд: золото (1985).
- Чемпионат Швеции по кёрлингу среди ветеранов: золото (1977, 1978, 1979).

## Команды
| Сезон                          | Четвёртый   | Третий         | Второй             | Первый          | Турниры                      |
| ------------------------------ | ----------- | -------------- | ------------------ | --------------- | ---------------------------- |
| 1974—75                        | Аксель Камп | Рагнар Камп    | Бьёрн Рудстрём     | Андерс Тидхольм | [ 5 ]                        |
| 1974—75                        | Рагнар Камп | Бьёрн Рудстрём | Кристер Мортенссон | Аксель Камп     | ЧШМ 1975 · ЧМ 1975 (4 место) |
| 1976—77                        | Åke Nilsson | Аксель Камп    | Sven Jeansson      | Curt Hasselborg | ЧШВ 1977                     |
| 1977—78                        | Åke Nilsson | Аксель Камп    | Sven Jeansson      | Curt Hasselborg | ЧШВ 1978                     |
| 1978—79                        | Åke Nilsson | Аксель Камп    | Sven Jeansson      | Curt Hasselborg | ЧШВ 1979                     |
| Кёрлинг среди смешанных команд |             |                |                    |                 |                              |
| 1984—85                        | Аксель Камп | Gertrud Kamp   | Йёран Роксин       | Мари Хенрикссон | ЧШСК 1985                    |

(скипы выделены полужирным шрифтом)

## Частная жизнь
Представитель семьи кёрлингистов: его сын Рагнар Камп — чемпион мира, шведский, затем канадский и американский кёрлингист, они вместе играли на чемпионате мира 1975.